# Tega (rodzaj)
Tega – wymarły rodzaj owadów z rzędu muchówek i rodziny Anisopodidae, jedyny z monotypowej podrodziny Teginae. Obejmuje dwa opisane gatunki. Żyły w jurze na terenie współczesnej Azji Środkowej.

## Taksonomia
Rodzaj ten wprowadzony został w 1993 roku przez Władimira Błagoderowa, Ewę Krzemińską i Wiesława Krzemińskiego na łamach Acta Zoologica Cracoviensia. W tej samej publikacji opisano także oba jego gatunki:
- Tega karatavica Blagoderov, Krzeminska et Krzeminski, 1993
- Tega penna Blagoderov, Krzeminska et Krzeminski, 1993

Gatunkiem typowym wyznaczono T. karatavica. Jego opisu dokonano na podstawie skamieniałości znalezionej w Formacji Karabastau na stanowisku Karatau-Michajłowka we wsi Ałlije w obwodzie turkiestańskim na południu Kazachstanu. Datuje się ją na kelowej lub oksford w jurze środkowej. T. penna opisany został natomiast na podstawie skamieniałości znalezionej w Formacji Sharteg na terenie ajmaku gobijsko-ałtajskiego w Mongolii i datowanej na tyton.
Rodzaj ten początkowo umieszczony został w rodzinie Cramptonomyiidae. W 2012 roku Elena Łukaszewicz umieściła go w monotypowej podrodzinie Teginae w obrębie Anisopodidae.

## Morfologia
Były to niewielkie muchówki o długości ciała i przedniego skrzydła osiągającej około 3 mm. Czułki ich zbudowane były z czternastu krótkich i grubych członów. Odnóża były krótkie i zaopatrzone w ostrogi na goleniach. Żyłka subkostalna była krótsza od połowy długości skrzydła. Żyłka poprzeczna subkostalno-radialna umiejscowiona była przed wysokością rozwidlenia gałęzi b żyłki radialnej. Trzecia komórka radialna zaopatrzona była w żyłkę poprzeczną. Odsiebny odcinek czwartej gałęzi żyłki radialnej zlany był z trzecią gałęzią tejże żyłki w żyłkę R3+4. Kończyła się ona krawędzi skrzydła jako jedna z zaledwie trzech żyłek, pozostałe to pierwsza i piąta gałąź żyłki radialnej. Żyłki medialne były dłuższe niż połowa długości skrzydła. Komórka dyskoidalna była bardzo drobna. U T. karatavica odległość między końcami żyłki subkostalnej i pierwszej gałęzi żyłki radialnej była 3,5 raza większa niż odległość między końcami pierwszej gałęzi żyłki radialnej i żyłki R3+4. U T. penna odległość między końcami żyłki subkostalnej i pierwszej gałęzi żyłki radialnej była półtora raza większa niż odległość między końcami pierwszej gałęzi żyłki radialnej i żyłki R3+4. Samice miały dwie duże spermateki i krótkie przysadki odwłokowe.